# Symfonie nr. 4 (Riegger)
Wallingford Riegger voltooide zijn Symfonie nr. 4 opus 63 in 1956. De compositie is (waarschijnlijk achteraf) opgedragen ter nagedachtenis aan zijn vrouw Constantine Riegger, die in 1961 overleed.

## Delen
- Allegro moderato
- Allegretto con moto; Allegro; Come Prima
- Sostenuto Presto

## Orkestratie
- 3 dwarsfluiten, 3 hobo’s, 3 klarinetten, 3 fagotten
- 4 hoorns, 3 trompetten, 3 trombones, 1 tuba
- pauken en percussie
- violen, altviolen, celli, contrabassen

## Discografie
- First Edition; het Louisville Orchestra onder leiding van Robert Whitney in een opnamen uit april 1964, waarschijnlijk vlak na de eerste uitvoering.